# 唐泉寺
唐泉寺（とうせんじ）は、東京都江戸川区にある真言宗泉涌寺派の寺院。

## 歴史
1984年（昭和59年）、真快和尚によって開山された。真快は娘を急性骨髄性白血病で亡くしたことをきっかけに出家し、修行の後に当地において寺を創建した。
昭和末期の創建にもかかわらず、当寺が著名なのは初代住職の真快和尚のキャラクターによるところが大きい。娘が「血液のがん」の急性骨髄性白血病に罹ったこともあり、「がん封じ」を掲げてきたが、自身もがんに罹り、余命3か月を宣告されてしまった。しかし真快は何とか生還を果たした。これを契機にコロムビア・ライトと漫才コンビ「ガンファイターズ」を組んだり、骨髄バンクのキャンペーンを行うなどして、度々マスコミに登場する名物和尚となった。
最近では、「唐泉（とうせん）」が「当選」に通じることから、選挙の寺として政治家が参拝するという。

## 交通アクセス
- 京成小岩駅より徒歩13分。